# Harpactea magnibulbi
Harpactea magnibulbi är en spindelart som beskrevs av Machado och José Vicente Ferrández 1991. Harpactea magnibulbi ingår i släktet Harpactea och familjen ringögonspindlar.
Artens utbredningsområde är Portugal. Inga underarter finns listade i Catalogue of Life.